# Централно-източен регион (Буркина Фасо)
Централно-източният регион (на френски: Centre-Est) на Буркина Фасо е с площ 14 656 квадратни километра и население 1 607 993 души (по изчисления за юли 2018 г.). Граничи със съседните на Буркина Фасо държави Того и Гана. Столицата на региона е град Тенкодого, разположен на около 150 километра югоизточно от столицата на Буркина Фасо Уагадугу. Централно-източният регион е разделен на 3 провинции – Булгу, Кулпелого и Куритенга.